# 霍拉尔凯雷
霍拉尔凯雷（Holalkere），是印度卡纳塔克邦Chitradurga县的一个城镇。总人口14571（2001年）。

## 人口
该地2001年总人口14571人，其中男性7593人，女性6978人；0—6岁人口1602人，其中男831人，女771人；识字率72.69%，其中男性为78.81%，女性为66.04%。